# Totalsynthese
Eine Totalsynthese (oder Vollsynthese) beschreibt die komplette chemische Synthese eines komplexen organischen Moleküls – meist eines Naturstoffes – aus einfach aufgebauten, möglichst käuflich erhältlichen Grundsubstanzen.
Bis in die zweite Hälfte des 20. Jahrhunderts war die Totalsynthese eines Naturstoffs der endgültige Beweis seiner Struktur, vor allem auch der Konfiguration (der stereochemischen, das heißt räumlichen, Struktur). Durch moderne Analysenverfahren (unter anderem Kernresonanzspektroskopie und Kristallstrukturanalysen) ist dieser Aspekt der Totalsynthese heute in den Hintergrund getreten.
Eine Methode zur Syntheseplanung ist die retrosynthetische Zerlegung des Zielmoleküls in Synthone.
Totalsynthesen waren und sind immer noch Triebkraft zur Entwicklung neuer und leistungsfähiger synthetischer Methoden. Klassische Beispiele sind die Totalsynthesen von Chinin, Cholesterol, Cortison, Erythromycin, Strychnin, Lysergsäure, Reserpin, Chlorophyll, Colchicin, Vitamin B12 und Prostaglandin F-2a, die zwischen 1945 und 1976 von Robert B. Woodward durchgeführt wurden. 1965 wurde Woodward dafür mit dem Nobelpreis für Chemie ausgezeichnet.
Ebenfalls für seine Beiträge zur Totalsynthese und zur Entwicklung der retrosynthetischen Analyse wurde 1990 auch Elias James Corey mit dem Nobelpreis ausgezeichnet.
Im Zusammenhang mit Totalsynthese muss auch Kyriacos Costa Nicolaou erwähnt werden. Neben zahlreichen eigenen Synthesen veröffentlichte Nicolaou außer Übersichtsartikeln auch die Buchreihe Classics in Total Synthesis, die einige Höhepunkte der Totalsynthese beleuchtet.